# Summerfield (Carolina del Nord)
Summerfield è una città degli Stati Uniti d'America situata nella Carolina del Nord, nella Contea di Guilford.